# محمد صادق البراوكاهي اللنكراني
الشيخ محمد صادق بن محمد البراوكاهي اللنكراني القوقازي النميني (ت. 1285 هـ). هو رجل دين وفقيه ومرجع ومتكلم شيعي لم تُفصّل المصادر وكتب السيّر والتراجم الحديث عنه، إلّا أنه مشهورٌ ببعض مُؤلفاته وكتبه، بل ولم تتحدث عن الفترة الزمنية التي عاشها؛ غير أن عمر كحالة حكى في معجم المؤلفين أنه كان حياً سنة 1282 هـ / 1865 م، فيما حكى آغا بزرگ الطهراني أنه توفي سنة 1285 هـ بعد أن آلت إليه أمور المرجعية في بلاده. ويُسمّى النميني نسبة إلى نمين وهي إحدى توابع مدينة أردبيل.
ولعلّ الطهراني أكثر من فصّل في الحديث عنه هو حيث قال في الذريعة في ذكره لأحد كتب اللنكراني: ”قرأ الفقه والأصول على علماء قزوين“، ثم يقول: ”ثم هاجر إلى العتبات المقدسة وكان في الحائر الشريف تلميذ السيد إبراهيم القزويني صاحب الضوابط، وعده في قصص العلماء من أجلاء تلاميذ السيد إبراهيم بعنوان المولى محمد صادق الترك، وتزوج هناك بأخت الشيخ صالح بن محمد مهدي المعروف والده بگدا علي بيك“.

## مؤلفاته
مما ورد من مؤلفاته في بعض الكتب والمصادر:
| - افتخار الشيعة في أحكام الشريعة. - الدرر والغرر فيما انتخب من أعمال عمر. - إتمام الحجة في إثبات وجود القائم الحجة. - الدرة الفاخرة في زيارات العترة الطاهرة. | - المراسم الشرعية والأحكام الموظفة الفرعية. - الحائريات. - ابتلاء الأولياء. |

### كتب
- أعيان الشيعة. محسن الأمين، طبع بيروت - لبنان، تاريخ الطبع مفقود، منشورات دار التعارف.
- معجم المؤلفين. عمر كحالة، طبع بيروت - لبنان، تاريخ الطبع مفقود، منشورات إحياء التراث العربي.
- الذريعة إلى تصانيف الشيعة. آغا بزرگ الطهراني، طبع بيروت - لبنان، تاريخ الطبع مفقود، منشورات دار الأضواء.

### إشارات مرجعية
1. 1 2 3 4  
الطهراني، آغا بزرگ. الذريعة إلى تصانيف الشيعة - ج6. ص. 3. مؤرشف من الأصل في 2020-01-11.
2. 1 2 3  
الطهراني، آغا بزرگ. الذريعة إلى تصانيف الشيعة - ج1. ص. 61. مؤرشف من الأصل في 2020-01-26.
3. 1 2  
الأمين، محسن. أعيان الشيعة - ج9. ص. 366. مؤرشف من الأصل في 2019-12-13.
4. 1 2  
كحالة، عمر. معجم المؤلفين - ج10. ص. 77. مؤرشف من الأصل في 2019-12-13.
5. ↑  
الطهراني، آغا بزرگ. الذريعة إلى تصانيف الشيعة - ج2. ص. 256. مؤرشف من الأصل في 2020-01-11.
6. ↑  
الطهراني، آغا بزرگ. الذريعة إلى تصانيف الشيعة - ج8. ص. 140. مؤرشف من الأصل في 2020-01-11.
7. ↑  
الطهراني، آغا بزرگ. الذريعة إلى تصانيف الشيعة - ج1. ص. 83. مؤرشف من الأصل في 2020-01-11.
8. ↑  
الطهراني، آغا بزرگ. الذريعة إلى تصانيف الشيعة - ج8. ص. 106. مؤرشف من الأصل في 2020-01-11.
9. ↑  
الطهراني، آغا بزرگ. الذريعة إلى تصانيف الشيعة - ج20. ص. 298. مؤرشف من الأصل في 2020-01-11.